# 桑斋多尔济 (车臣汗)
桑斋多尔济（?—?），喀尔喀蒙古车臣汗部人，博尔济吉特氏。清朝第十三任车臣汗。车臣汗車布登扎布的孙子，车臣汗齐旺多尔济长子。
乾隆六十年（1795年），其父车臣汗齐旺多尔济去世，桑斋多尔济的弟弟朋楚克多爾濟袭封车臣汗。朋楚克多爾濟当年去世，桑斋多尔济于嘉庆元年（1796年）袭封。嘉庆五年（1800年），嘉庆帝降桑斋多尔济为四等台吉，以朋楚克多尔济嗣子瑪哈什哩袭封车臣汗。